# جيريمي جاكسون
جيريمي جاكسون (بالإنجليزية: Jeremy Jackson)‏ (و. 1980 – م) هو ممثل، ومغني، وممثل تلفزيوني، من الولايات المتحدة الأمريكية، ولد في نيوبورت بيتش، أورانج، كاليفورنيا.

## وصلات خارجية
- جيريمي جاكسون على موقع IMDb (الإنجليزية)
- جيريمي جاكسون على موقع ميوزك برينز (الإنجليزية)
- جيريمي جاكسون على موقع إن إن دي بي (الإنجليزية)
- جيريمي جاكسون على موقع أول ميوزيك (الإنجليزية)
- جيريمي جاكسون على موقع ديسكوغز (الإنجليزية)
- جيريمي جاكسون على موقع قاعدة بيانات الفيلم (الإنجليزية)